# Valérie De Bue
Valérie De Bue (ur. 7 października 1966 w Vilvoorde) – belgijska i walońska polityk oraz działaczka samorządowa, deputowana, senator, minister w rządzie regionalnym, w latach 2024–2025 przewodnicząca Senatu.

## Życiorys
Ukończyła studia ekonomiczne na Université catholique de Louvain, na tej samej uczelni specjalizowała się także w zakresie planowania przestrzennego i urbanistyki. Od 1991 pracowała w zrzeszeniu gmin prowincji Brabancja Walońska.
Zaangażowała się w działalność polityczną w ramach Ruchu Reformatorskiego. W latach 2000–2003 była członkinią gabinetu regionalnego ministra Charles’a Michela. Od 2001 wybierana na radną w Nivelles, w latach 2006–2017 wchodziła w skład władz wykonawczych tej miejscowości. W latach 2003–2014 sprawowała mandat posłanki do federalnej Izby Reprezentantów. W 2014 wybrana do Parlamentu Walońskiego (reelekcja w 2019 i 2024). Zasiadała również w parlamencie wspólnoty francuskiej, w latach 2014–2017 była jego pierwszą wiceprzewodniczącą. W tych samym latach sprawowała również mandat senatora z ramienia parlamentu wspólnotowego.
W latach 2017–2024 była członkinią walońskiego rządu. Początkowo odpowiadała za administrację lokalną, mieszkalnictwo i infrastrukturę sportową, a od 2019 głównie za służbę cywilną i informatyzację. W 2024 Parlament Waloński powołał ją w skład Senatu, w lipcu tegoż roku została nową przewodniczącą wyższej izby belgijskiego parlamentu. W lutym 2025 przeszła na funkcję wiceprzewodniczącej Senatu.

## Odznaczenia
- Komandor Orderu Leopolda (2019)[1]